# Barbara Adriaens
Barbara Adriaens (Brouwershaven, ca. 1611 - na 31 mei 1636) was een Nederlandse soldaat en travestiet.

## Biografie
Op dertienjarige leeftijd was Barbara Adriaens terecht gekomen in een spinhuis in Delft. Hier was ze op last van haar familie opgesloten wegens dronkenschap. Rond het jaar 1628 was ze begonnen met het dragen van mannenkleren en had ze ook haar vlechten afgeknipt. Dankzij een soldaat kwam ze terecht in het garnizoen dat gelegerd was in Heusden. Voor een periode van elf maanden diende ze hier in een compagnie voor ze elders als soldaat in een compagnie ging dienen. Zij deed dit onder de naam Willem Adriaens.
Een Amsterdamse hospita bracht Adriaens in contact met de 21-jarige Hilletje Jans, een groenteverkoopster. Op 12 september 1632 trouwden ze in de Nieuwe Kerk zonder dat Hilletje Jans wist dat Willem Adriaens als vrouw geboren was. Op 19 oktober van dat jaar werd ze verhoord omdat deze zaak was uitgekomen. Dit gebeurde nadat een onbekende vrouw haar herkende uit de tijd dat Adriaens nog als vrouw door het leven ging. Nadat Hilletje Jan ingelicht was hield ze dit in eerste instantie geheim totdat ze haar echtgenoot dronken in een herberg vond en luidkeels aankondigde dat hij helemaal geen man was.
De schepenen besloten haar voor 24 jaar uit Amsterdam te verbannen. Dat relatief milde vonnis had Adriaens te danken aan de hertogin van Bouillon, die in de stad was en geïnteresseerd raakte in de zaak. Vier jaar later doet zich een soortgelijke zaak rond Adriaens voor in Groningen. Hier zat ze in de gevangenis nadat ze was opgepakt omdat ze met een vrouw in Workum, Alke Peters, was getrouwd en met haar gevreeën had. Adriaens  is vervolgens ook hier verbannen en het is onbekend wat er daarna met Adriaens is gebeurd.

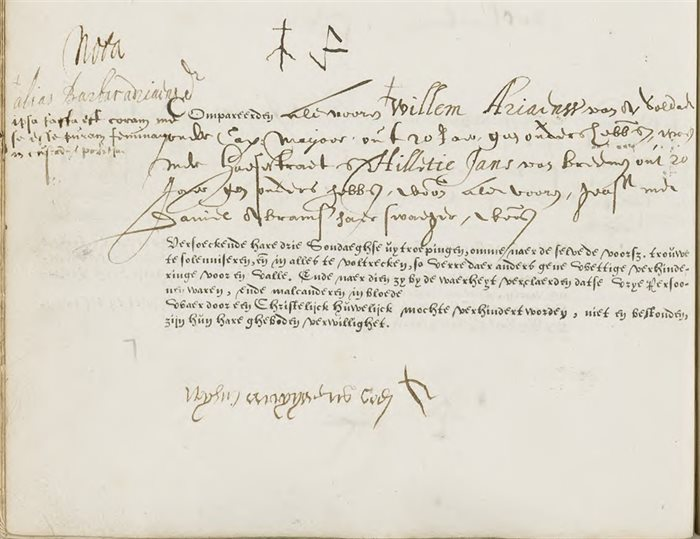
Ondertrouwakte van Willem Adriaensz en Hilletje Jans